# Schwerewelle
Der Begriff Schwerewellen wird in der Ozeanologie, Meteorologie und Planetologie für Wellen verwendet, deren Ausbreitung durch die Schwerebeschleunigung dominiert wird. 

## Abgrenzung
Schwerewellen sind weder Druckwellen noch Gravitationswellen. Letztere sind wellenförmige Änderungen der Schwerkraft selbst und ein Phänomen der allgemeinen Relativitätstheorie.

## Arten
Man unterscheidet grundsätzlich zwei Arten von Schwerewellen:
- Externe Schwerewellen breiten sich entlang der Grenzfläche zweier Fluide aus. Ein Entstehungsmechanismus externer Schwerewellen ist die Kelvin-Helmholtz-Instabilität.
- Interne Schwerewellen treten innerhalb eines Mediums mit kontinuierlicher, stabiler Schichtung auf. Falls der Betrag des Dichtegradienten kein ausgeprägtes Maximum aufweist, kann die Energie der Welle über einen Tiefenbereich verteilt sein, der groß gegen die Wellenlänge ist.

## Beispiele

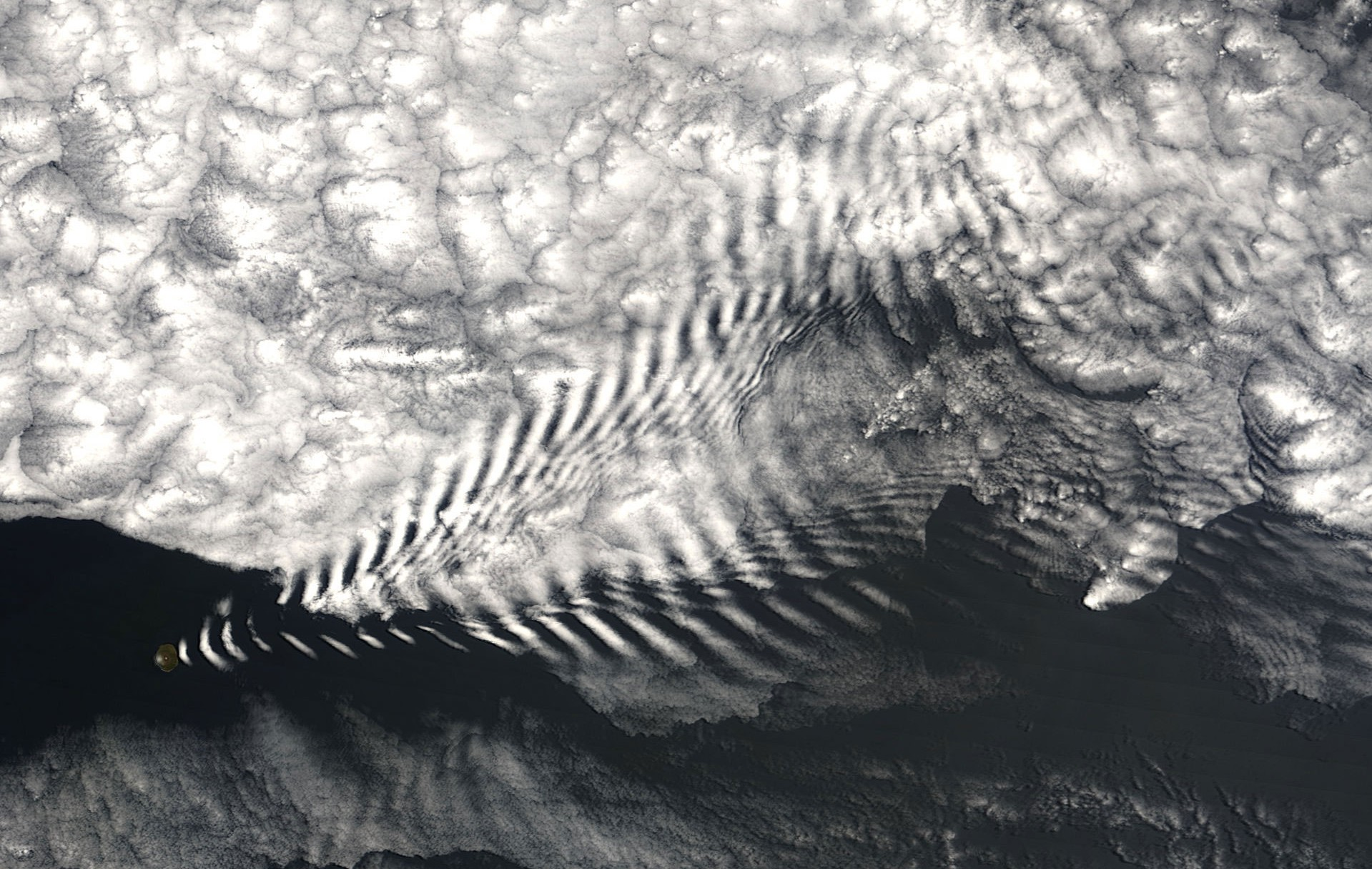
Satellitenbild von atmosphärischen Schwerewellen beim Überströmen der Amsterdam-Insel im südlichen Indischen Ozean.

Leewellen hinter Gebirgskämmen oder Inselbergen sind stationäre interne Wellen. Das Mountain Wave Project untersucht dieses Phänomen wissenschaftlich.

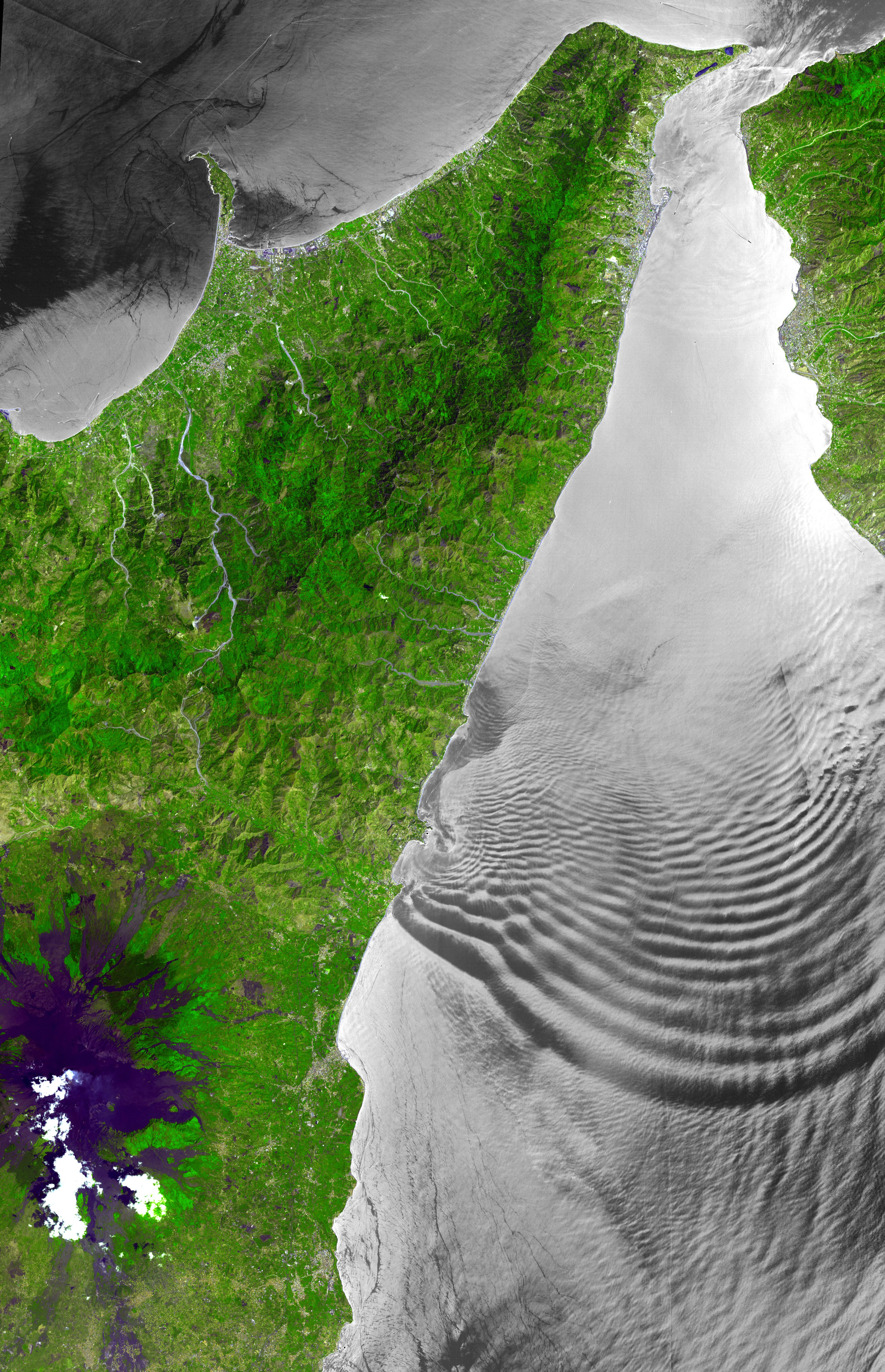
Schwerewellen südlich der Straße von Messina

Derselbe Effekt tritt auch in Seen und Meeren auf, etwa an Flussmündungen oder beim Überströmen von Hindernissen.

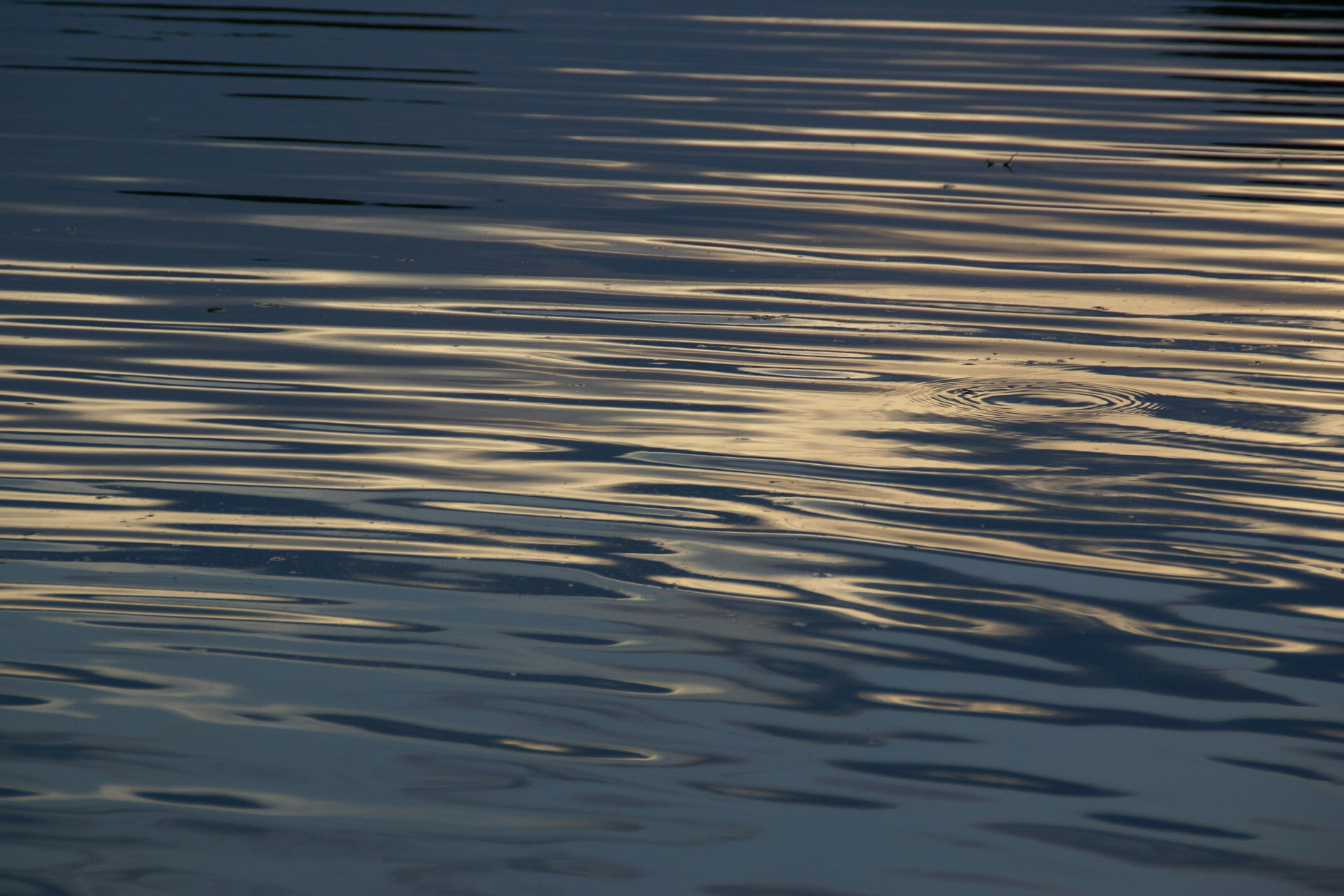
Oberflächenwellen auf einem See

Wasserwellen sind meist Schwerewellen, siehe aber Kapillarwelle.